# Ferrari 488 GTB
Ferrari 488 GTB je sportovní automobil firmy Ferrari, který je nástupcem 458 Italia.

## Technické specifikace

### Motor
Největší změny proti 458 Italia nastaly v motorovém prostoru, kde byla v minulém modelu připravena atmosférická V8 s objemem 4,5 litru (570 koní při 9000 otáčkách, stovka za 3,4 s a „maximálka” 325 km/h). 488 GTB má rovněž osmiválec, zdvihový objem je menší (3,9 litru), v práci ale agregátu pomáhají dvě turbodmychadla. Výsledkem je 670 koní (492 kW) při 8000 otáčkách, točivý moment vrcholí na hodnotě 760 Nm. Stovku zvládne maranellská novinka za rovné tři sekundy, 0-200 km/h za 8,3 sekundy. Auto přestane zrychlovat při dosažení rychlosti 330 km/h.
- Objem motoru: 3 902 cm3
- Max. výkon: 492 kW (670 k) při 8 000 ot/min
- Max. točivý moment: 760 Nm

### Převodovka
Převodovka je sedmistupňová, automatická. Veškerý výkon vzadu umístěného motoru se přenáší na kola zadní nápravy - stejně jako u 458 Italia. Světová premiéra proběhne v březnu na prestižním ženevském autosalonu. Je vysoce pravděpodobné, že v budoucnu vznikne i otevřená verze (spider) a jedna či dvě speciální edice.